# Yvonne Bastién
Pour les articles homonymes, voir Bastién.
Yvonne Bastién, née le 17 septembre 1933 à Buenos Aires, est une actrice et chanteuse classique argentine.
Elle est parfois conne sous son pseudonyme Ivonne de Lys.

## Biographie
Bastién est née d'une mère française et d'un père espagnol ; après des débuts dans l'enseignement du chant — chanteuse d'opéra était son premier choix professionnel — elle s'est dirigée, à l'âge de 13 ans seulement, vers la scène théâtrale au Teatro Experimental. Sous le pseudonyme d'Ivonne de Lys, elle tourne quelques films à partir de 1945. Au début des années 1950, elle rencontre en Espagne le metteur en scène Antonio Román, avec lequel elle entame une liaison. Malgré cela, en 1953, après son retour au pays, elle épousa comme prévu l'homme politique Héctor Julio Diáz, qui fut ministre des transports sous le chef du gouvernement Juan Perón, fut capturé après le coup d'État militaire et mourut en prison en 1956. Elle aura avec lui deux fils, Héctor et Ernesto.
La même année, Bastién est partie en Espagne, où elle a épousé Román deux ans plus tard. Elle ne joua qu'occasionnellement de petits rôles au cinéma, le dernier en 1972. En 1970, elle reprend sa carrière de chanteuse, de tango cette fois, en fondant la Compañía discográfica Phonosur en Argentine. C'est là qu'elle débute dans la célèbre salle de tango Lo de Ceretti. En France, elle travaille aux Trottoirs de Buenos Aires, enregistre des disques et travaille au théâtre.
En 1989, Román est décédé d'une embolie cérébrale. Après la mort de son mari, elle refera de la chanson en 1989 et sortit un disque en solo ainsi qu'un CD en duo avec Nino Nardini. Dans les années 1990, elle est retournée en Argentine, où sa dernière publication, Volume 3, est sortie en 2010.
Ivonne de Lys a six petits-enfants de ses trois enfants : Bernardo, Alejandro Cremades, Ángela, Eloisa, Ernesto et Héctor. Elle vit actuellement à Madrid, Buenos Aires et Paris.

## Filmographie partielle
- 1945 : La amada inmóvil (es)
- 1946 : Un modelo de París (es)
- 1947 : Un marido ideal (es)
- 1948 : Al marido hay que seguirlo (es)
- 1950 : Historia de una noche de niebla (es)
- 1950 : Fangio, el demonio de las pistas (es)
- 1952 : Último día (en) d'Antonio Román
- 1961 : Mi mujer me gusta más
- 1963 : Pacto de silencio d'Antonio Román
- 1963 : Intrigue diabolique (Un tiro por la espalda) d'Antonio Román
- 1963 : El sol en el espejo d'Antonio Román
- 1964 : La Furie des Apaches (El hombre de la diligencia) de José María Elorrieta
- 1966 : Les Dollars du Nebraska (Ringo de Nebraska) d'Antonio Román et Mario Bava
- 1966 : Piège nazi pour sept espions (Trappola per sette spie) de Mario Amendola
- 1966 : El rancho maldito
- 1970 : El mesón del gitano
- 1984 : Con el tango en el corazón